# 蒙费里耶
蒙费里耶（法語：Montferrier，法語發音：[mɔ̃fɛʁje]）是法国阿列日省的一个市镇，属于富瓦区。

## 地理
蒙费里耶（42°53'44"N, 1°47'40"E）面积51.79 平方千米，位于法国奧克西塔尼大區阿列日省，该省份为法国西南部内陆省份，西部和北部与上加龙省接壤，东临奥德省，东南至东比利牛斯省接壤，南与安道尔和西班牙接壤。
与蒙费里耶接壤的市镇（或旧市镇、城区）包括：阿皮、阿克西亚、卡兹纳沃-塞尔和阿朗斯、弗雷舍内、蒙塞居尔、纳尔藏、罗克菲克萨德、奥尔姆新城。

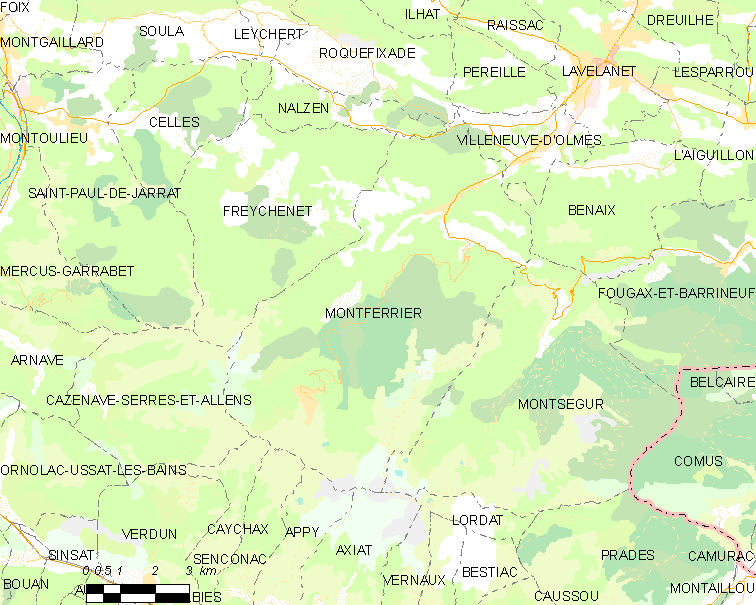
蒙费里耶的OSM定位图

蒙费里耶的时区为UTC+01:00、UTC+02:00（夏令时）。

## 行政
蒙费里耶的邮政编码为09300，INSEE市镇编码为09206。

## 政治
蒙费里耶所属的省级选区为奥尔姆地区县。

## 人口

1962-2008年间蒙费里耶人口变化图示

蒙费里耶于2022年1月1日时的人口数量为544人。